# Reid Anderson
Reid Anderson (nacido el 15 de octubre de 1970) es un bajista y compositor de Minnesota. Es miembro de The Bad Plus con el baterista Dave King, el saxofonista Chris Speed y el guitarrista Ben Monder. La formación original de The Bad Plus tocó junta por primera vez en 1989 y estableció formalmente la banda en 2000.  Anderson asistió a la Universidad de Wisconsin-Eau Claire y se graduó en el Instituto Curtis de Música.

## Discografía

### Como líder
- Dirty Show Tunes (Fresh Sound, 1997)
- Abolish Bad Architecture (Fresh Sound, 1999)
- The Vastness of Space (Fresh Sound, 2000)

Con The Bad Plus
- The Bad Plus (Fresh Sound, 2001)
- These Are the Vistas (Columbia, 2003)
- Give (Columbia, 2004)
- Blunt Object: Live in Tokyo (Sony, 2005)
- Suspicious Activity? (Columbia, 2005)
- Prog (Heads Up, 2007)
- For All I Care (Heads Up, 2009)
- Never Stop (eOne/EmArcy, 2010)
- Made Possible (eOne, 2012)
- The Rite of Spring (Masterworks, 2014)
- Inevitable Western (Okeh, 2014)
- The Bad Plus Joshua Redman (Nonesuch, 2015)
- It's Hard (Okeh, 2016)
- Never Stop II (Legbreaker, 2018)
- Activate Infinity (Edition, 2019)
- The Bad Plus. (Edition, 2022)

Con David King and Craig Taborn
- Golden Valley Is Now (Intakt, 2019)

### Como acompañante
Con Ethan Iverson
- Construction Zone (Originals) (Fresh Sound, 1998)
- Deconstruction Zone (Standards) (Fresh Sound, 1998)
- The Minor Passions (Fresh Sound, 1999)
- Live at Smalls (Fresh Sound, 2000)

Con Bill McHenry
- Graphic (Fresh Sound, 1999)
- Bill McHenry Quartet featuring Paul Motian (Fresh Sound, 2003)
- Roses (Sunnyside, 2007)
- Ghosts of the Sun (Sunnyside, 2011)

Con otros
- Jeff Ballard, Fairgrounds (Edition, 2019)
- Till Bronner, German Songs (Minor Music, 1996)
- Uri Caine, The Goldberg Variations (Winter & Winter 2000)
- Bill Carrothers, The Electric Bill (Dreyfus, 2002)
- Gerald Cleaver, Adjust (Fresh Sound, 2001)
- Jamie Cullum, In the Mind of Jamie Cullum (District 6, 2007)
- Orrin Evans, Listen to the Band (Criss Cross, 1999)
- Fred Hersch, Songs Without Words (2001)
- Donna Lewis, Brand New Day (Palmetto, 2015)
- Orange Then Blue, Hold the Elevator (GM, 1999)
- Mark Turner, Dharma Days (Warner Bros., 2001)
- Patrick Zimmerli, Twelve Sacred Dances (Arabesque, 1998)